# Célestin Kabuya Lumuna Sando
Pour les articles homonymes, voir Kabuya.
Célestin Kabuya Lumuna Sando, né le 13 octobre 1948 et mort le 19 novembre 2020 à Kinshasa, est une personnalité politique.  Sénateur, il est membre du Front commun pour le Congo (FCC).

## Biographie
Célestin Kabuya Lumuna Sando, né le 13 octobre 1948, est diplômé d'un doctorat en sociologie politique. Il travaille aux côtés de Joseph Mobutu comme notamment directeur de cabinet adjoint et porte-parole (1992 et 1997).
Il meurt le 19 novembre 2020 à Kinshasa à l'âge de 72 ans.